# Баутс, Альберт

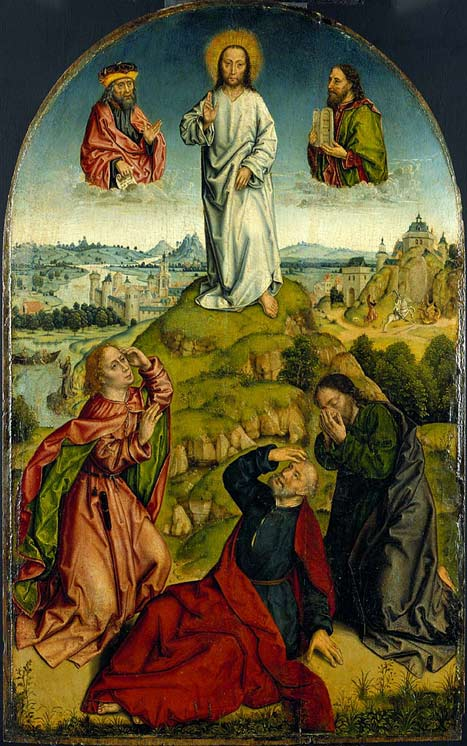
А.Баутс Преображение Христово

Альберт (Альбрехт) Баутс (нидерл. Aelbrecht Bouts, 1451/1454 г. Лёвен — 1549, Лёвен) — южнонидерландский (фламандский) художник эпохи Возрождения.
Алберт Баутс был сыном художника Дирка Баутса Старшего и братом Дирка Баутса Младшего. Рисованию учился в мастерской отца, а затем, по всей видимости, за пределами родного города. После окончания обучения художник в 1476 году возвращается в Лёвен. Был дважды женат. Документы той эпохи указывают, что А. Баутс был в 1524 году одним из руководителей гильдии платочников Лёвена.
А. Баутс как художник работал в основном в Лёвене, писал картины религиозной тематики по заказам различных церквей. Одной из наиболее известных его работ является триптих Вознесение Марии (ныне в Брюсселе). По своему стилю произведения кисти А. Баутса близки работам его отца, однако производят более «старинное» впечатление. В то же время в них чувствуется влияние живописи Хуго ван дер Гуса, которого некоторые исследователи считают вторым учителем А. Баутса. Сам же Альберт неоднократно копирует картины своего отца, стараясь достичь его мастерства. После 1475 года он вместе со своим братом Дирком завершают многие неоконченные отцовские произведения. Занимался также художественной реставрацией.
Художественные работы А. Баутса ныне хранятся в музеях и художественных галереях таких городов, как Берлин, Брюссель, Париж, Прага, Нью-Йорк, Мадрид, Бонн, Лион, Антверпен, Краков, Ахен, Ганновер, Кембридж, Кливленд, Мюнхен, Канзас-сити, Штутгарт и др.